# 로정숙
로정숙은 조선민주주의인민공화국의 탁구 선수였다. 1979년 북한 평양 세계선수권대회에서 복식 동메달을 획득하였다.